# Stockholms borgerskaps militärkårer
Stockholms Borgerskaps militärkårer var ett militärförband inom Stockholms Borgerskap i Stockholm som uppkom under medeltiden och upplöstes 1870.

## Historia

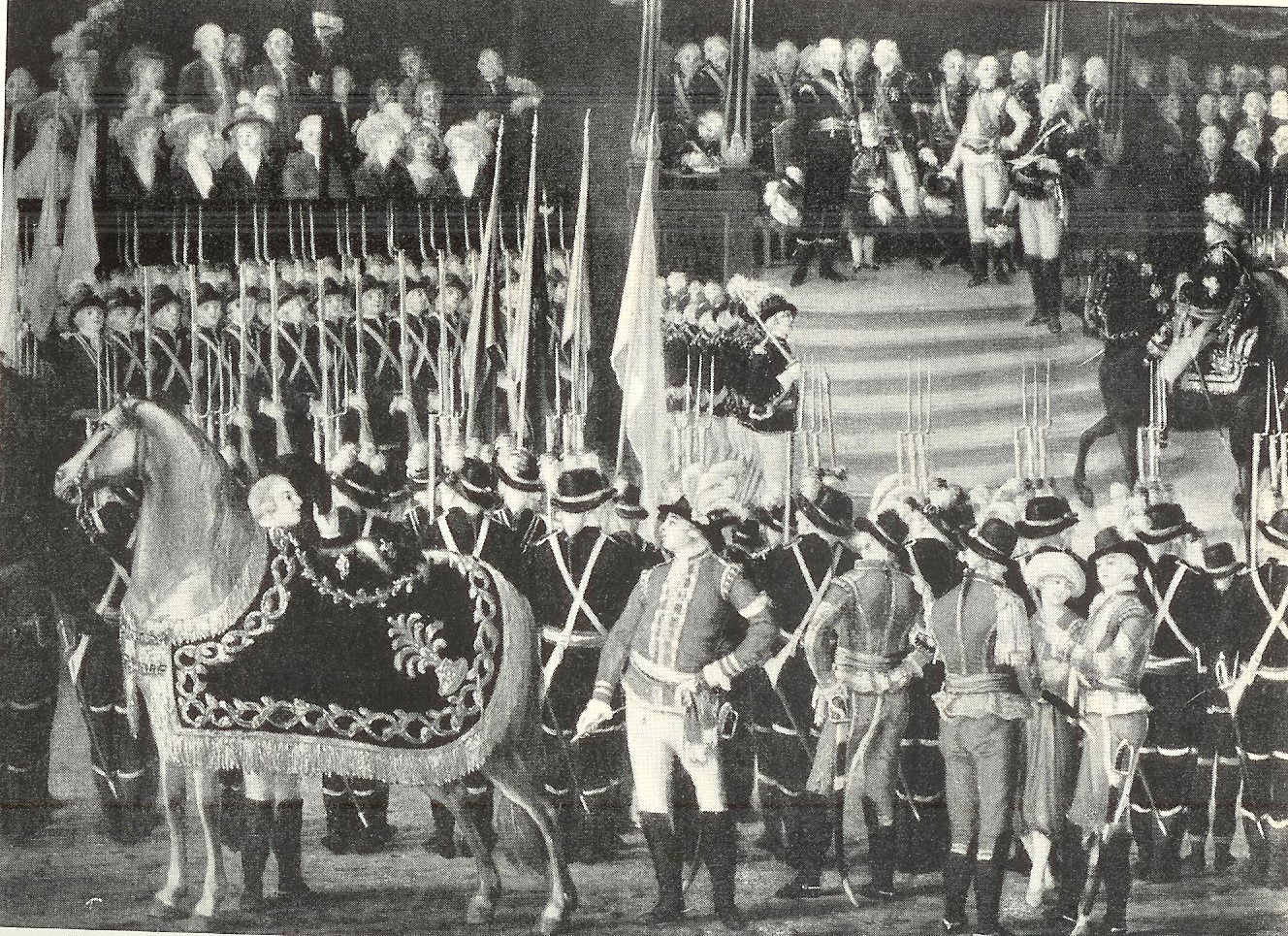
Gustav III mönstrar Borgerskapets militärkårer på Adolf Fredriks torg 1790, efter Gustav III:s ryska krig.

Stockholms borgerskap hade sedan medeltiden deltagit i försvaret av staden. I stadens medeltida stadskrönikor kan man läsa att borgerskapet ofta med bistånd av legotrupper deltog i både försvar och strider. Som exempel deltog borgarna vid Slaget vid Brunkeberg 1471 samt under Kristina Gyllenstiernas försvar av staden 1520 mot kung Kristian II. Under denna tid var inte organisationen särskilt särskilt fast utan det var först under 1600-talet som en regelrätt organisation uppsattes. 1644 beräknade man i sammanställningen Förslag över rikets Krigsmakt så bestod Stockholms Borgargarde av nio kompanier.
Under slutet av 1700-talet utfärdade kung Gustav III noggranna bestämmelser angående borgarbeväpningen. Förbandet fick nu namn av Stockholms borgerskaps militärkårer och stod i rang näst efter Kungl. Maj:ts Liv- och Hustrupper.
Under Gustav III:s statskupp den 19 augusti 1772 ställde sig förbandet tidigt på kungens sida, och under Gustav III:s ryska krig åren 1788-1790 gjorde Borgerskapets militärkårer vakttjänst i staden, så att reguljära förband kunde friställas för behovet vid fronten. Som tack för denna vakttjänst skänkte Gustav III Obelisken på Slottsbacken till Stockholms borgerskap och staden. Förbandet stod även på kungens sida vid Riksdagen 1789 och man hjälpte kungen med att den 20 februari arrestera flera oppositionella.
Även under Finska kriget gjorde Borgerskapets militärkårer vakttjänst. På 1800-talet minskade dock intresset för militärkårerna och Borgerskapets militärkårer i Stockholm upplöstes 1870 i samband med att borgerskapets militärtjänst som särskilt stånd upphört att gälla.

### Organisation

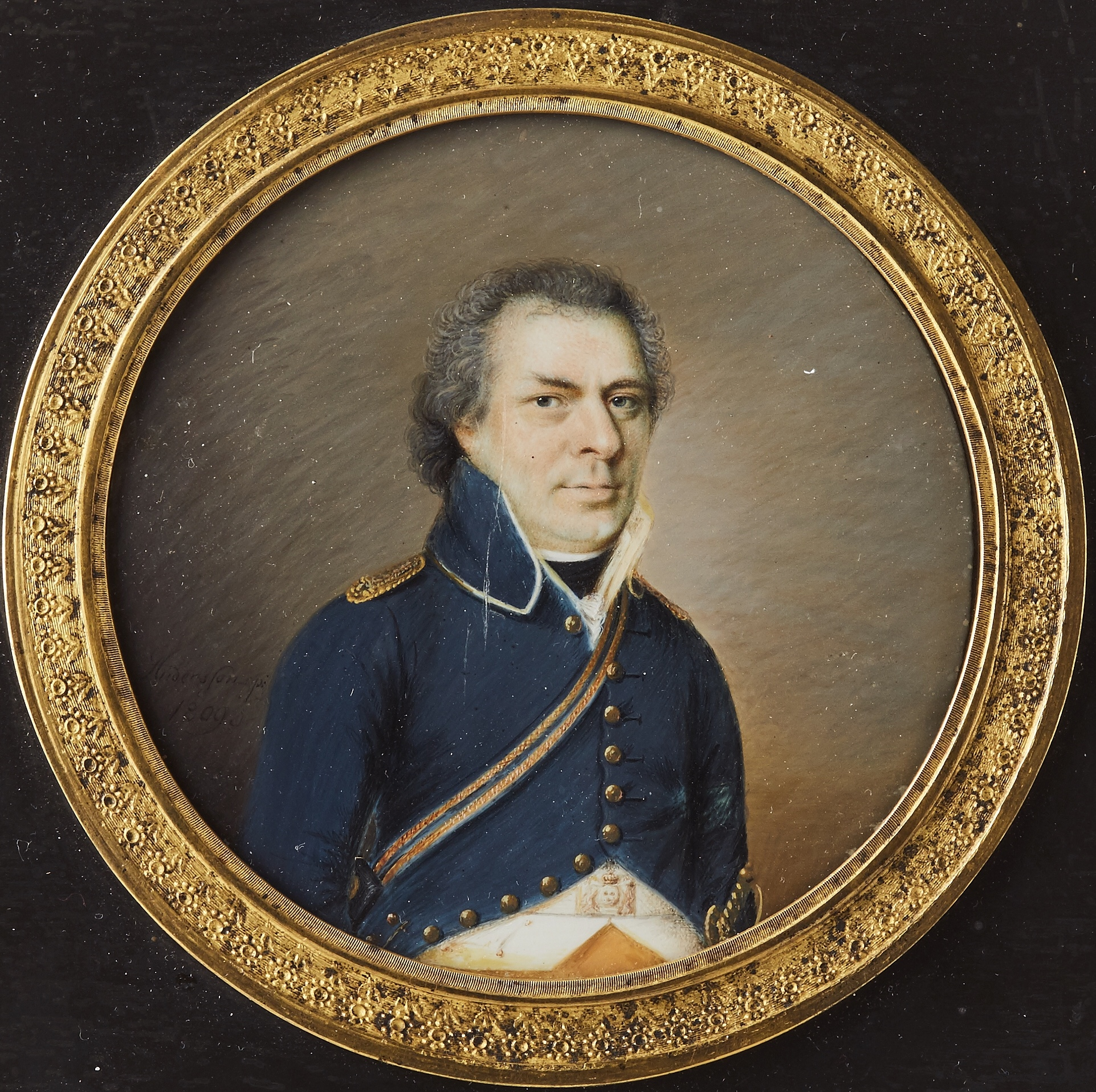
Sadelmakaren och kornetten vid Borgerskapets militärkårers kavalleri, Johannes Gerle iklädd dess uniform m/1802. Avporträtterad 1809 av Anders Gustaf Andersson.

Redan under 1650-talet etablerades den organisation som därefter gällde i stort till nedläggningen. Chef för militärkårerna var sedan 1660-talet stadsmajoren, som även förde befäl över Borgerskapets militärkompani (stadsvakten). Politikollegiet hade överinseende över militärkårerna, samtidigt som man kontrollerade utbildningen och upprättade även rullor över styrkorna. Ansvaret för att ordna uniformer och vapen till militärkårerna hade Borgerskapets bemedlingskommission, vilken även avlönade stadsmajoren.
Förbandet bestod av både infanteri och kavalleri, och dessa kallas ibland för Borgerskapets infanteri respektive Borgerskapets kavalleri. Mönstring av förbandet förrättades av överståthållaren samtidigt som representanter för Politikollegiet deltog. Styrkan varierade över tiden mellan 1500 och 2000 man fördelade på 4 bataljoner och 4 skvadroner.

### Bilder

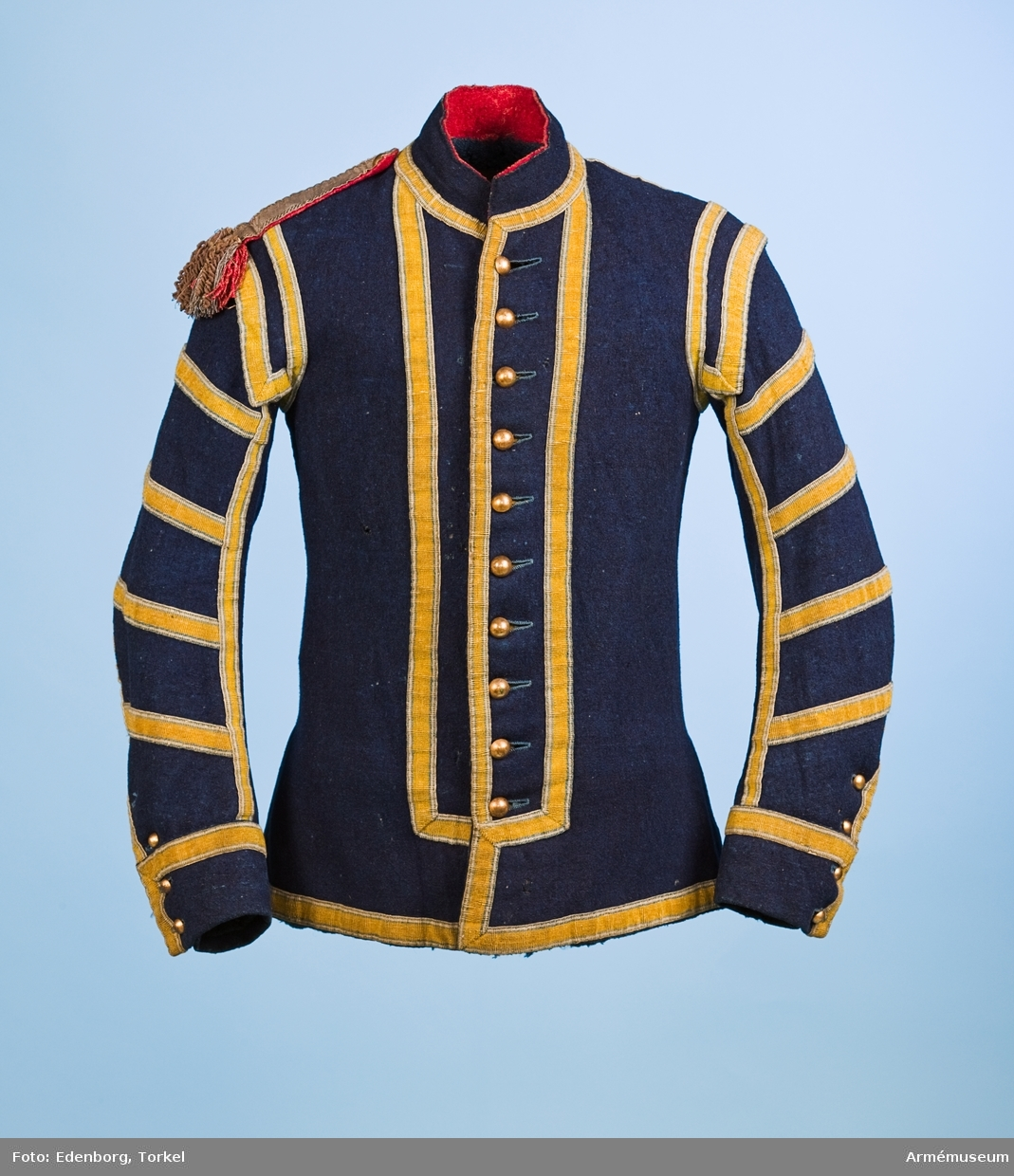
Jacka ur uniform m/1779 för spelet vid Stockholms borgerskaps militärkårer. Lägg märke till chevronerna på rockärmarna. Armémuseum.
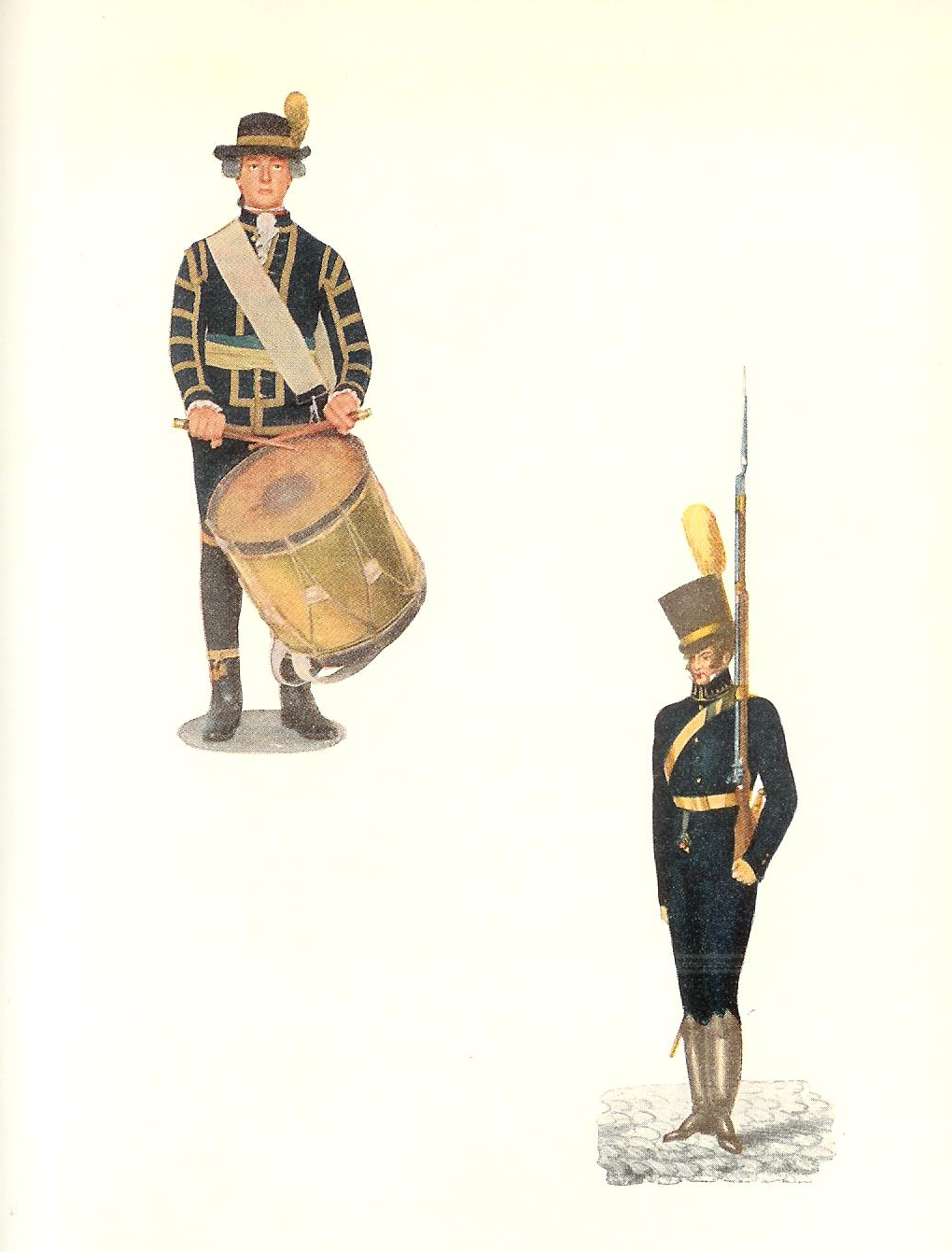
Uniformer vid Stockholms borgerskaps militärkårer från 1779 (till vänster) och 1825 (till höger).
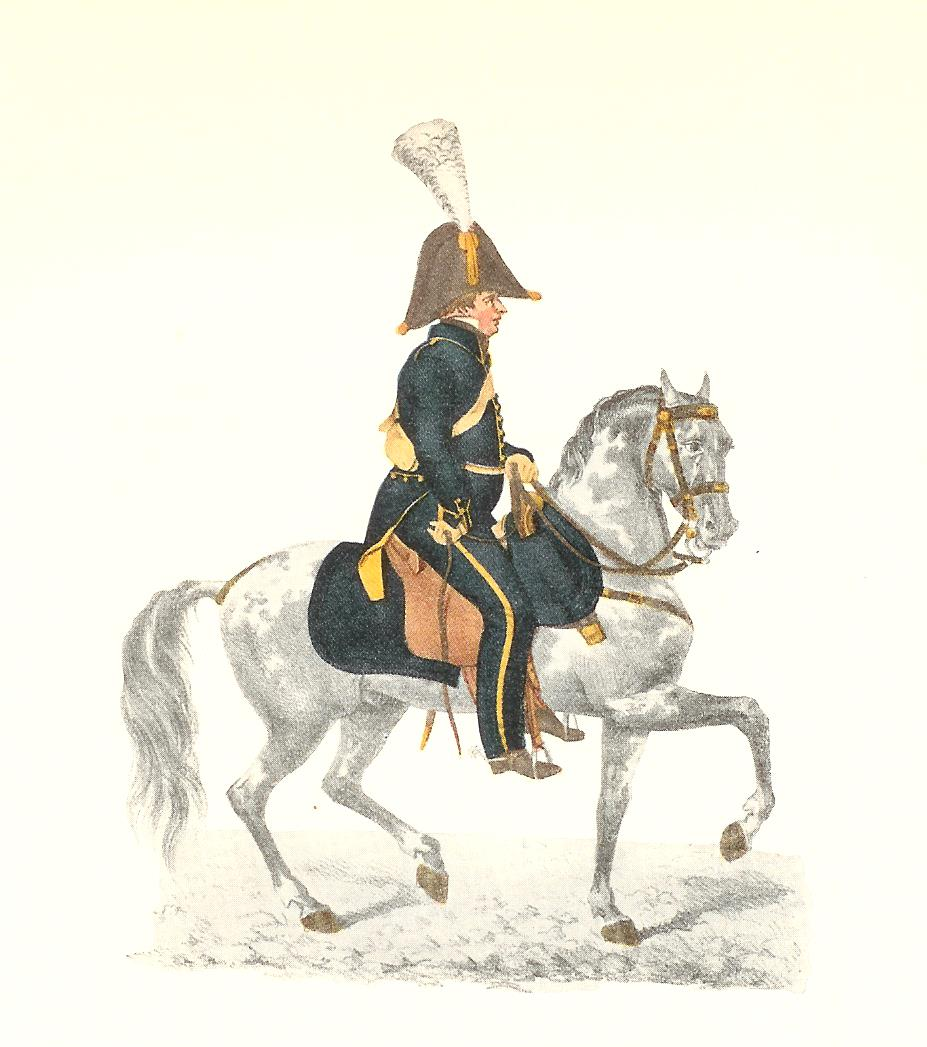
Stockholms borgerskaps militärkårer Kavalleri 1820
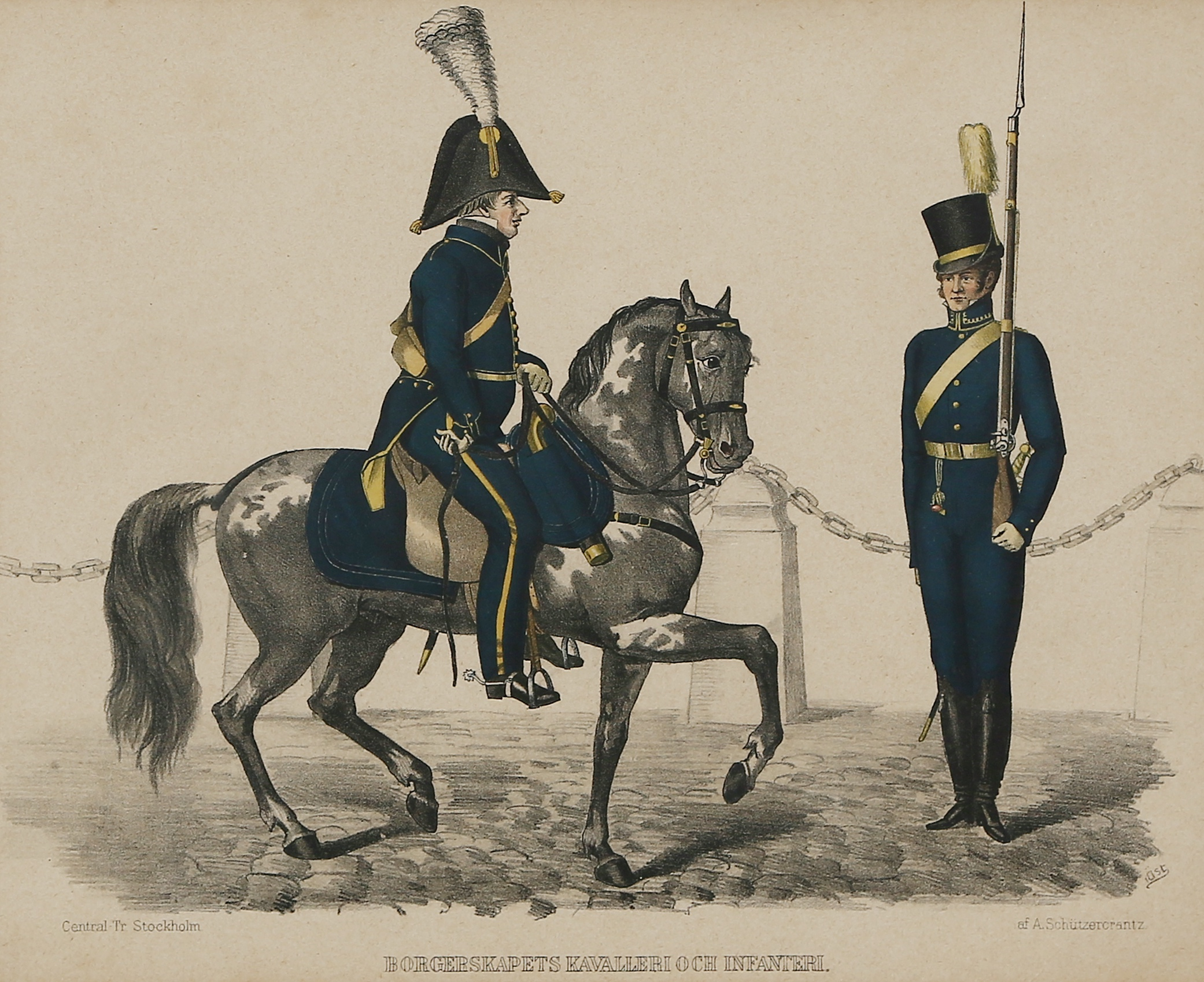
Uniform för Borgerskapets infanteri, 1820-tal
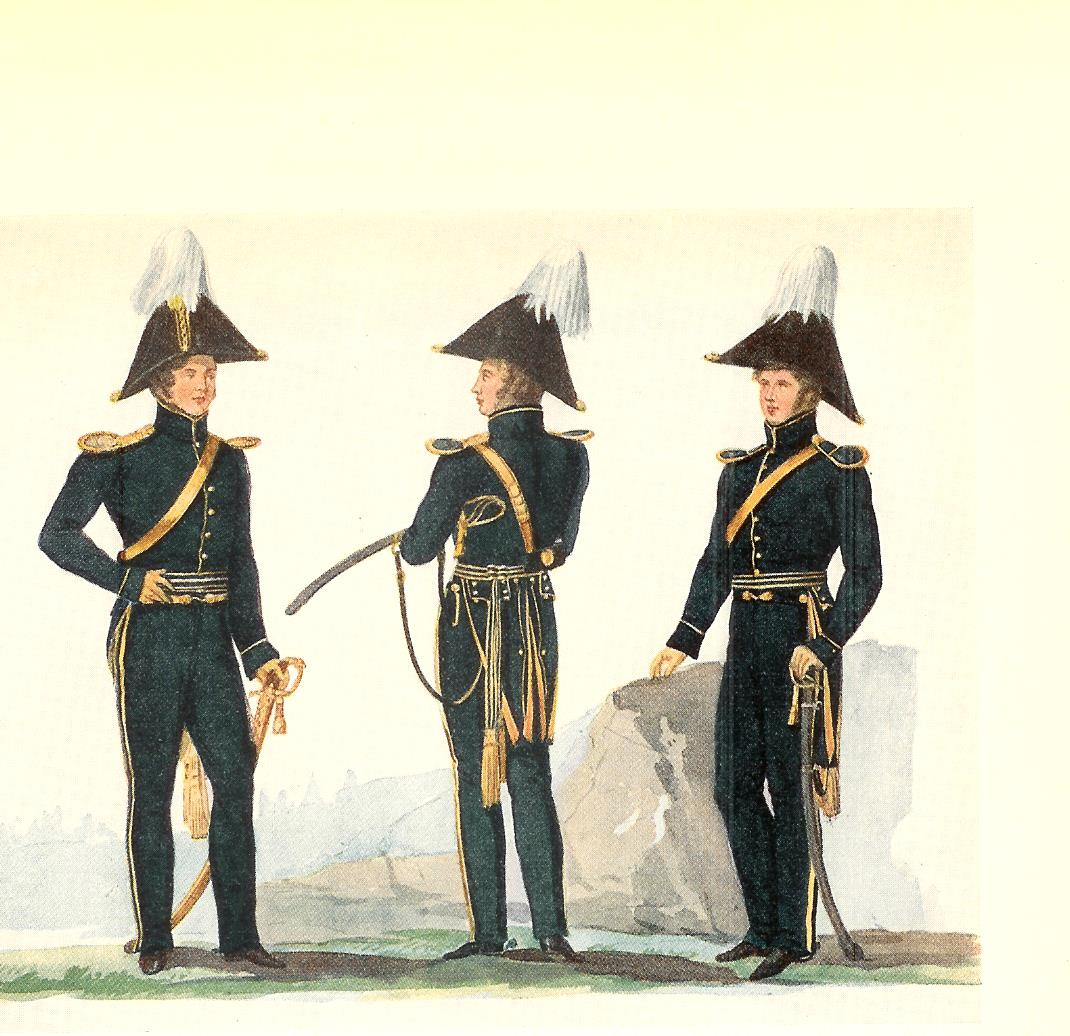
Stockholms borgerskaps militärkårer Kavalleri 1836
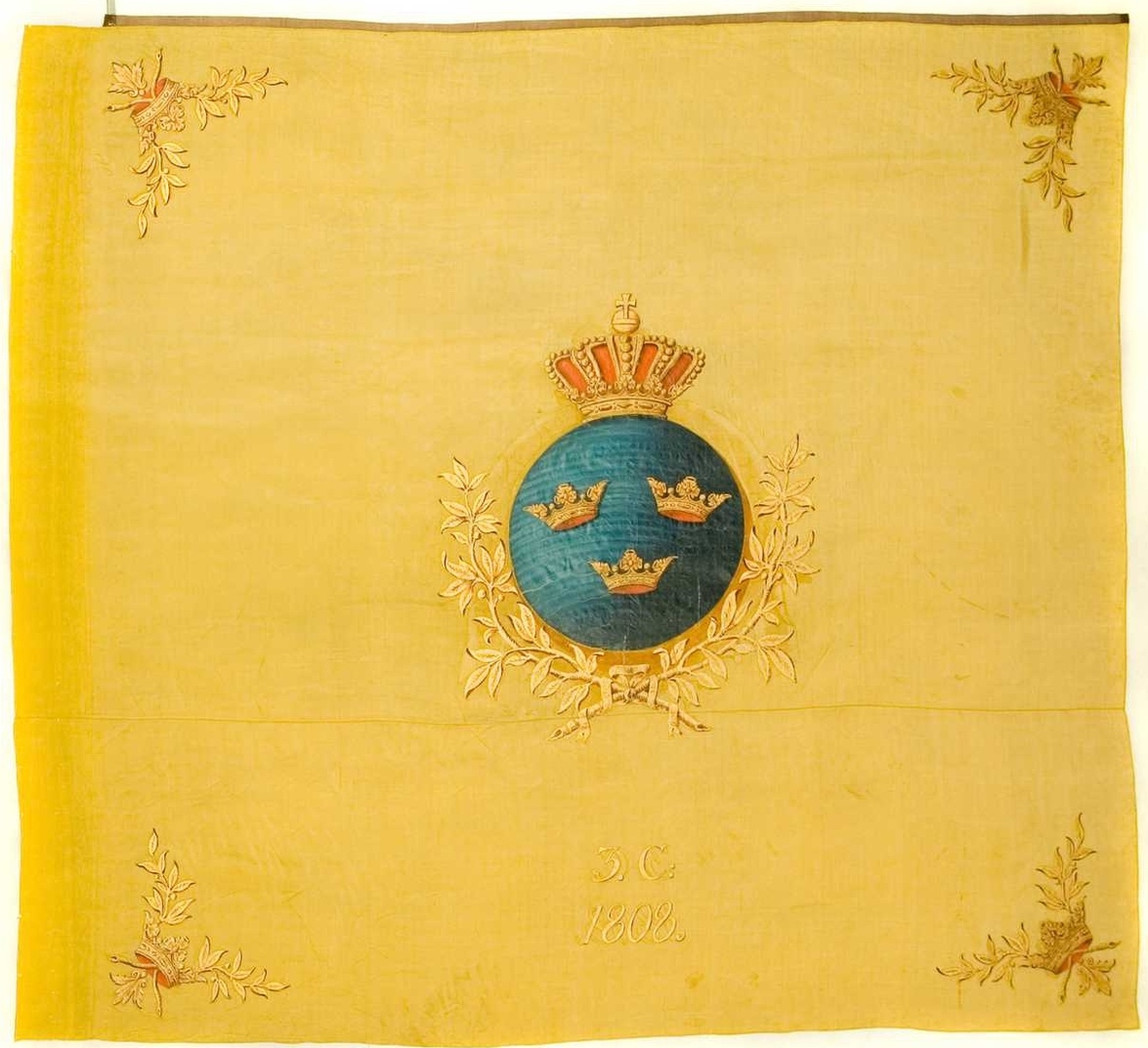
Fana för Borgerskapets infanterikårs 3 kompani.
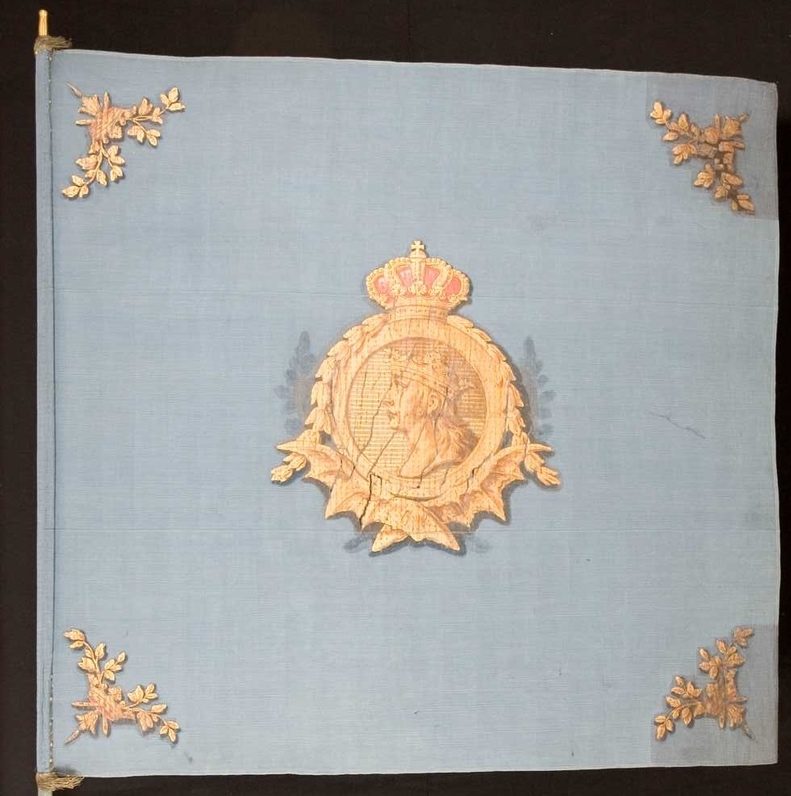
Fana för Borgerskapets infanterikårs 4 kompani.
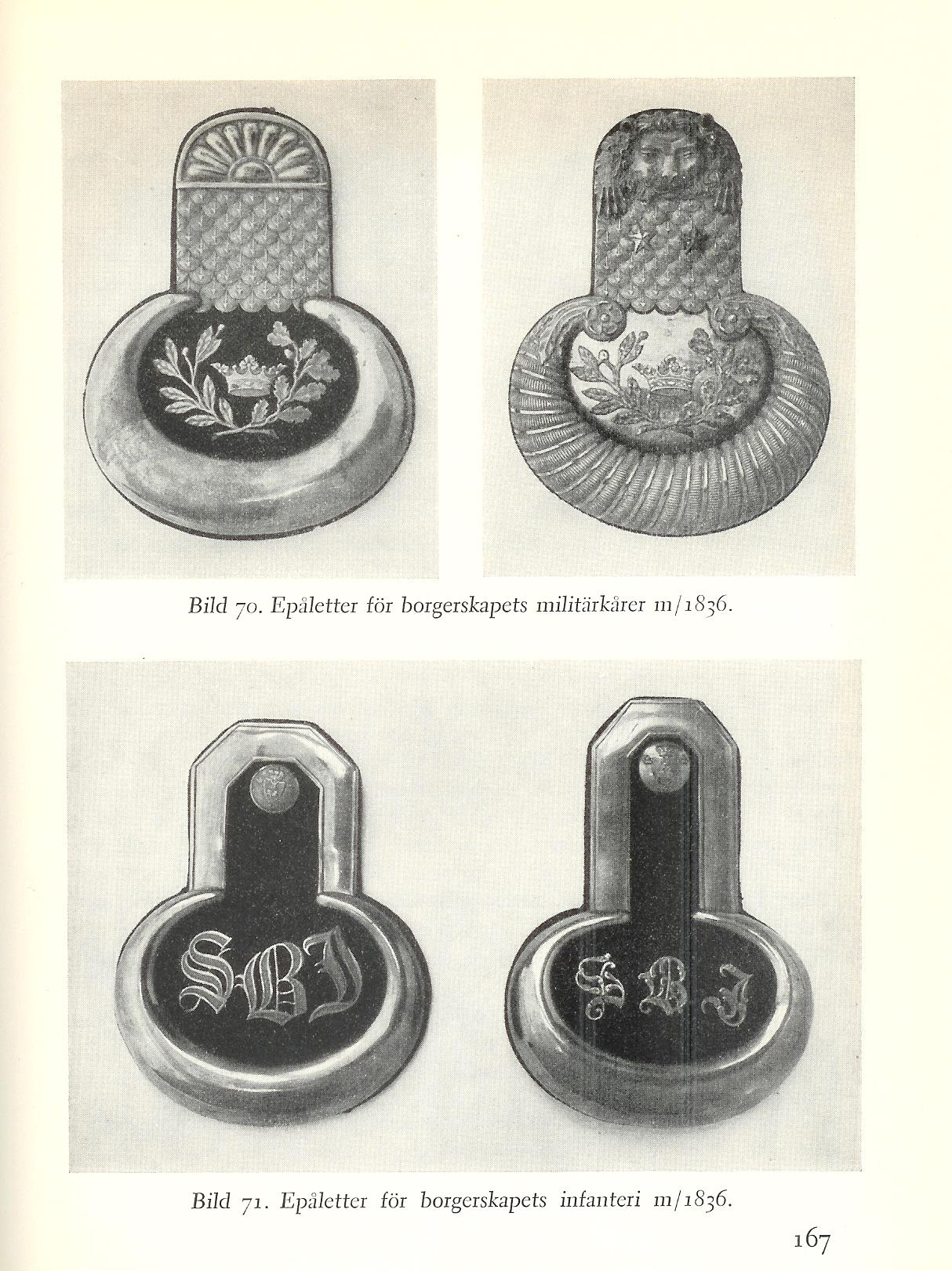
Epåletter för Stockholms borgerskaps militärkårer, överst för kavalleriet, under för infanteriet.